# Marché couvert de Saint-Pierre (La Réunion)
Le marché couvert de Saint-Pierre est une halle de l'île de La Réunion, département d'outre-mer français dans le sud-ouest de l'océan Indien. Situé rue Victor le Vigoureux et ruelle du Vieux Gouvernement, dans le centre-ville de Saint-Pierre, il est inscrit en totalité à l'inventaire supplémentaire des Monuments historiques depuis le 22 octobre 1998,.

## Historique
La conception de la halle, installée en 1876, est attribuée aux ateliers Cail & Compagnie.

## Description
La halle fait 13 mètres de haut pour 36 mètres de diamètre. La charpente est composée de 12 arbalétriers interconnectés à un poteau central. Les colonnes des extrémités sont conçues par groupe de trois. Sa conception est comparable au marché de Lerme (Charles Burguet) à Bordeaux.